# Louis Wouters (dirigeant de football)
Louis Wouters (né le 18 octobre 1921 à Anvers, décédé, le 4 août 1999, à St-Luc en Suisse) est un dirigeant du football belge actif durant près de quarante ans au sein de la fédération belge de football qu'il préside durant vingt ans.
Il peut être considéré comme un des « grands patrons » qu'a connu le football belge. Hélas, la fin de son mandat est marquée par deux dossiers pénibles, lesquels comme souvent placent sous l'éteignoir les nombreux éléments positifs préalables.
En plus du « Racing de Malines », L. Wouters a aussi été membre du conseil d'administration de deux autres anciens clubs, aujourd'hui disparus : le K. Willebroekse SV et le K. Boom FC.

## Parcours
Juriste de formation, Louis Wouters commence sa vie active comme Directeur sportif du K. RC Mechelen, alors sous la présidence de son beau-père Oscar Van Kesbeeck qui est aussi le Président de l'URBSFA de 1937 à son décès en 1943.
À 26 ans, quatre après la mort de son illustre beau-père, Wouters entre à la fédération belge de football. Il y occupe différentes fonctions, mais est surtout actif à l'évolution des structures juridiques.
Pendant son mandat fédéral, il reçoit un jeune avocat stagiaire qui découvre le monde l'URBSFA. Ce jeune licencié en Droit qui par la suite devient le gendre de Louis Wouters s'appelle François De Keersmaecker, qui devient aussi président de l'Union Belge.

### Président de l'URBSFA
Progressant dans la hiérarchie fédérale, il est élu Président de l'URBSFA le 1er juillet 1967 et succède ainsi à Georges Hermesse. Excellent orateur, Wouters poursuit la modernisation du vieil organisme. Les premières années de sa Présidence sont celles de l'amorce de grands changements et de l'arrivée des premiers succès pour les Diables rouges. Ceux-ci retrouvent le chemin de la Coupe du monde en 1970 puis terminent à la 3e place du Championnat d'Europe 1972. L'année suivante, Louis Wouters voit arriver celui qui va être son bras droit durant 20 ans: Albert Roosens, qui occupe le poste de Secrétaire-Général de l'URBSFA.
La paire « Wouters-Roosens » travaille en étroite collaboration et mène à bien le grand chantier de la professionnalisation du football belge. Pionnière du « Football Association » sur le continent, la fédération belge est pratiquement une des dernières européennes (en tenant compte que l'Europe orientale est sous le joug communiste) à franchir officiellement le pas vers le football professionnel, en vue de la saison 1974-1975

### Dirigeant conservateur
S'il est une des chevilles ouvrières de l'officialisation de professionnalisme, il ne faut pas non plus se leurrer. Natif des années 1920, Louis Wouters reste éminemment « old fashionned » dans son management. Sans faire de long discours dison qu'il est conservateur sur de nombreux points, notamment dans sa vision du football en général. L'immobilisme persistant en matière de transfert et d'appartenance des joueurs est un des éléments flagrants de ce conservatisme. Il débouche peu avant la fin de sa Présidence sur le dossier du joueur liégeois Jean-Marc Bosman et l'Arrêt du même nom.
Au niveau international, le président Wouters ne laisse pas non plus image très progressiste avec des prises de positions assez tranchée que ce soit au niveau de l'UEFA ou de la FIFA. Il est ainsi considéré comme un « eurocentriste », comprenez que l'Europe est le véritable moteur du football, que ce soit du point de vue économique ou technique. Il se montre aussi caustique et critique envers le Président de la Fédération Mondiale Sir Stanley Rous, considérant que celui-ci est trop conciliant et/ou favorable envers les « petites confédérations continentales ».
Il ne faut absolument pas voir la moindre once de racisme dans une telle attitude. « C'est le football de papa » dirons nous humoristiquement. Une telle prise de position est celle de la grande majorité des Européens. Et pour rester centrer sur le microcosme du football, on peut affirmer qu'il s'agit de la manière de penser de la majorité bourgeoisie européenne blanche, il y a soixante ans de cela. Quand une personnalité comme Louis Wouters arrive à la tête de l'URBSFA, la décolonisation est relativement récente. En Afrique ou en Asie, la stabilité démocratique loin d'être acquise. Les joueurs africains évoluant en Europe sont encore relativement peu nombreux, par rapport aux décennies qui vont suivre jusqu'à nos jours. Osons le terme: le « marché africain » n'a pas encore été exploité. D'ailleurs, ces considérations conservatistes, et donc comme souvent dépassées, expliquent en grande partie la défaite de Sir Rous dans sa tentative de réélection à la tête de la FIFA en 1974. Il est battu par le Brésilien João Havelange, lequel qui a anticipé lez football business, et mener campagne pour rallier à ses promesses les dirigeants des « petites confédérations continentales »

### «Caisses noires» et Tragédie du Heysel
Wouters est dépeint pas ceux qui le critiquent comme un autocrate voir un despote éclairé, formulation pudique pour ne pas employer le vocable « dictateur ». Il a la réputation de ne pas souffrir qu'on s'oppose à ses directives. Vrai ou faux ? Difficile de prendre une position ferme. Mais ce que nombre de journalistes savent que peu de monde en interne ose s'opposer au Président.
Avec la manière qui lui est propre, que l'on aime ou que l'on n'aime pas, mais passionné et cultivé, le duo « Wouters-Roosens » semble parti pour perdurer dans la gestion de l'Union Belge, mais coup sur coup, deux scandales ont raison du tandem.
Le premier coup dur survient au printemps 1984. À ce moment, le Ministère de la Justice décide d'aller jeter un coup d'œil appuyé dans la comptabilité des clubs, lesquels sont professionnels depuis 10 ans tout pile. Dans plusieurs cas, ce qui ressemble à des comptabilités parallèles sont mises au jour. Les vieilles et mauvaises habitudes sont les plus tenaces disent plusieurs proverbes anciens. Les clubs ne se sont pas totalement départis de quelques pratiques de gestion qui remontent aux « calendes grecques » en termes de football. Nombreuses entités sont mises à l'amende. Mais un dossier fait plus de bruit encore: l'Affaire Standard-Waterschei conjugue deux irrégularités: une « caisse » non officielle et de très forts soupçons de corruption active !
Les arcanes de la fédération sentent le vent du boulet mais on décide de resserrer les rangs et de (re)mettre de l'ordre. Des sanctions sont prononcées, y inclus des suspensions à l'encontre de joueurs internationaux. Les Diables rouges vont à l'Euro 1984 sans l'essentiel de leur secteur défensif !
Mais un an plus tard, la Tragédie du Heysel du 29 mai 1985 apporte le coup de grâce tant à Louis Wouters qu'à Albert Roosens. Si le président n'est pas inquiété en personne, son image est définitivement ternie en tant que dirigeant. Deux ans après la catastrophe, avec une santé sérieusement amoindrie, il voit le Brugeois Michel D'Hooghe lui succéder au poste de Président fédéral. Chargé de l'organisation de la finale européenne de 1985, Roosens est poursuivi pour homicide involontaire et condamné avec sursis. Il se retire du football en même temps.
Dernière satisfaction pour les deux dirigeants, la aussi étonnante qu'agréable 4e place finale obtenue par la sélection belge lors du « Mundial '86. »
À six ans d'intervalle, A. Roosen et L. Wouters s'éteignent dans la même tranche d'âge : 77 ans.

## Ne pas confondre
L'ancien président fédéral ne doit pas être confondu avec son homonyme francophone Louis Wouters qui a été pendant près de quarante années à la tête de l'École des Jeunes du R. FC Huy (portuer du matricule 76),.